# Альберто Акоста
Альберто Акоста (ісп. Alberto Acosta, нар. 23 серпня 1966, Аросена) — колишній аргентинський футболіст, що грав на позиції нападника. Один із найкращих бомбардирів в історії аргентинського футболу, у складі збірної — володар Кубка Короля Фахда і Кубка Америки.

## Клубна кар'єра
Народився 23 серпня 1966 року в містечку Аросена. Вихованець футбольної школи клубу «9 липня» з рідного міста.
У дорослому футболі дебютував 1986 року виступами за команду «Уніон» з Санта-Фе, в якій провів два сезони, взявши участь у 71 матчі чемпіонату.
1988 року Альберто перейшов у «Сан-Лоренсо», де, незважаючи на відсутність основних трофеїв, сформував з Нестором Горосіто одну з найкращих зв'язок форвардів в Аргентині на той час. У 1990 році Акоста відправився у французьку «Тулузу», але наступного року повернувся в «Сан-Лоренсо». В цілому він зіграв 105 матчів за «синьо-гранатових» і забив 53 голів, ставши найкращим бомбардиром аргентинської Апертури 1992 року з 12 голами.
У 1993—1994 роках Акоста виступав за «Боку Хуніорс», після чого став гравцем чилійського клубу «Універсідад Католіка», де відродився великий дует з Горосіто і обидва були ключовими гравцями «Католіки» в сезонах 1994 і 1995 років, ставши одними з кумирів всіх часів для любителів «Крусадос». Команда посіла перше місце і виграла міжнародний клубний трофей, Міжамериканський кубок 1994 року, а також Кубок Чилі 1995 року, крім того, команда успішно кваліфікувалася на Кубок Лібертадорес у 1994 і 1995 році. Причому Акоста став найкращим бомбардиром чемпіонату Чилі з 33 голами (1994) та Кубка Чилі з 10 голами (1995), за що був названий гравцем року в Чилії (1994).
На початку 1996 року Горосіто і Альберто Акоста переїхали до Японії, щоб грати в «Йокогама Ф. Марінос», але Акоста по завершенні сезону повернувся в «Універсідад Католіка», з яким став чемпіоном Чилі 1997 року.
У 1997—1998 роках знову виступав за «Сан-Лоренсо». Своєю грою привернув увагу представників тренерського штабу португальського «Спортінга», до складу якого приєднався 1998 року. Відіграв за лісабонський клуб наступні два з половиною сезони своєї ігрової кар'єри. Більшість часу, проведеного у складі «Спортінга», був основним гравцем атакувальної ланки команди і одним з головних бомбардирів команди, маючи середню результативність на рівні 0,5 голу за гру першості, допомігши лісабонцям у сезоні 1999/00 виграти чемпіонат Португалії, а в травні 2001 року забив єдиний гол у матчі на Суперкубок Португалії проти «Порту», принісши трофей своїй команді.
Завершив професійну ігрову кар'єру у «Сан-Лоренсо», куди вчетверте за кар'єру повернувся 2001 року і захищав кольори команди до припинення виступів на професійному рівні у 2003 році, вигравши до того з командою Кубок Мекосур та Південноамериканський кубок.

## Виступи за збірну
1992 року дебютував в офіційних матчах у складі національної збірної Аргентини. Того ж року у складі збірної був учасником розіграшу Кубка Короля Фахда 1992 року у Саудівській Аравії, де зіграв в обох матчах збірної і здобув титул переможця турніру.
Наступного року взяв участь у розіграші Кубка Америки 1993 року в Еквадорі, здобувши того року титул континентального чемпіона. На турнірі Акоста виходив в п'яти матчах: з Болівією, Колумбією, Бразилією, знову Колумбією і в фіналі з Мексикою, причому Акоста реалізував післяматчеві пенальті у чвертьфіналі і півфіналі, які допомагали аргентинцям проходити у наступний етап.
На розіграші Кубка Америки 1995 року в Уругваї Альберто з'явився в іграх з Болівією, США і Бразилією, але Аргентина вилетіла вже на стадії чвертьфіналу.
Всього протягом кар'єри у національній команді, яка тривала 4 роки, провів у формі головної команди країни 19 матчів, забивши 2 голи.

## Титули і досягнення

### Національні
- Чемпіон Чилі (1):

«Універсідад Католіка»: 1997 (Апертура)
- Чемпіон Португалії (1):

«Спортінга»: 1999–00
- Володар Кубка Чилі (1):

«Універсідад Католіка»: 1995
- Володар Суперкубка Португалії (1):

«Спортінга»: 2000

### Міжнародні
- Володар Міжамериканського кубка (1):

«Універсідад Католіка»: 1994
- Володар Кубка Меркосур (1):

«Сан-Лоренсо»: 2001
- Володар Південноамериканського кубка (1):

«Сан-Лоренсо»: 2002

### Збірна
- Володар Кубка Короля Фахда (1):

Аргентина: 1992
- Володар Кубка Америки (1):

Аргентина: 1993
- Володар Кубка Артеміо Франкі (1):

Аргентина: 1993

### Особисті
- Найкращий бомбардир чемпіонату Аргентини: Апертура 1992 (12 голів)
- Найкращий бомбардир чемпіонату Чилі: 1994 (33 голи)
- Футболіст року в Чилі: 1994
- Найкращий бомбардир Кубка Чилі: 1995 (10 голів)
- Найкращий бомбардир Кубка Лібертадорес: 1997 (11 голів)
- Найкращий бомбардир Кубка Португалії: 2000–01 (5 голів)